# رود سنگال

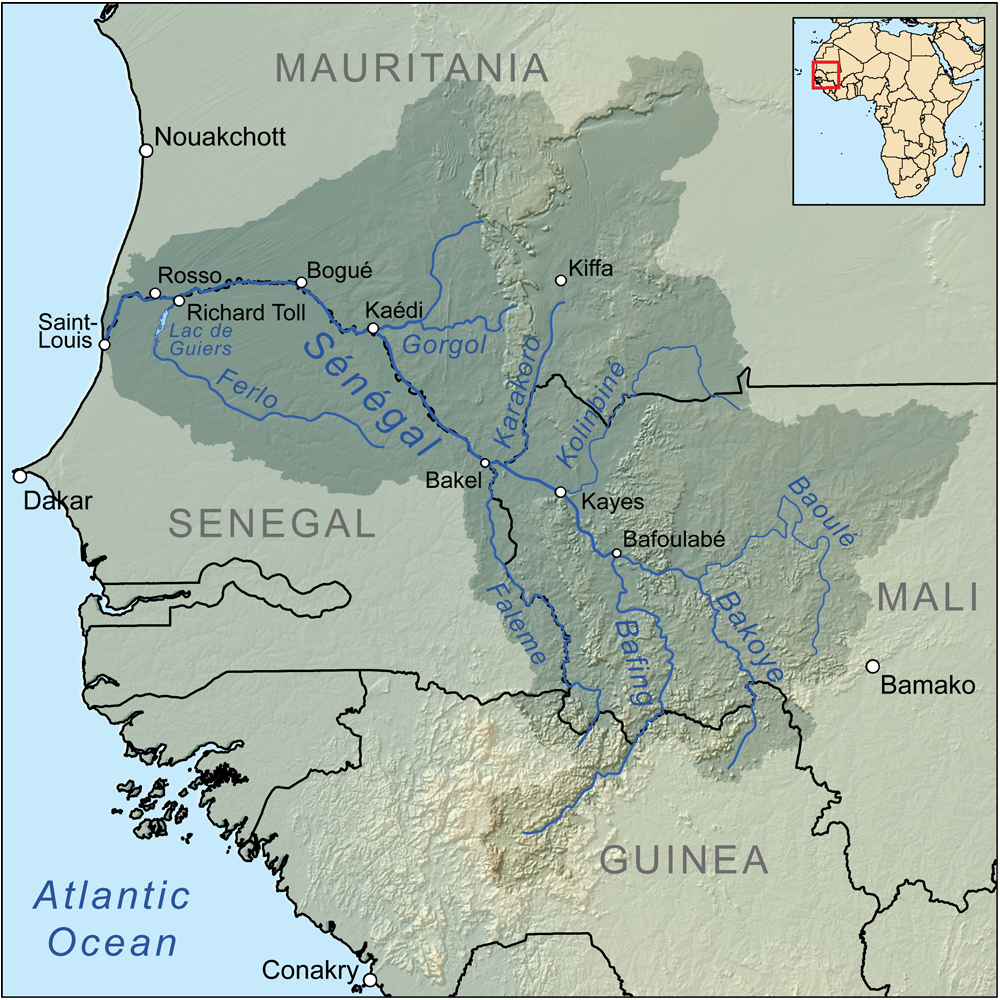
نقشه رود سنگال

رود سنگال (به فرانسوی: Sénégal) دارای طولی معادل با ۱،۷۹۰ کیلومتر بوده و در آفریقای غربی قرار گرفته است. این رود که دارای آب شیرین است مرز بین دو کشور سنگال و موریتانی را تشکیل میدهد.